# Bublje
Bublje (serbiska: Бубље, albanska: Bublë, Bubë, Bubël) är en ort i Kosovo. Den ligger i den västra delen av landet, 50 km väster om huvudstaden Priština. Bublje ligger 483 meter över havet och antalet invånare är 636.
Terrängen runt Bublje är platt åt nordost, men åt sydväst är den kuperad. Runt Bublje är det ganska tätbefolkat, med 222 invånare per kvadratkilometer. Närmaste större samhälle är Orahovac, 13,8 km söder om Bublje. Trakten runt Bublje består till största delen av jordbruksmark.